# Nordtyske orgelskole
Den nordtyske orgelskole er betegnelsen på en stilretning inden for orgelmusikken som opstod i 1600-tallet og havde sin blomstringstid til frem mod midten af 1700-tallet. 
Stilretningen voksede frem under indflydelse af nederlandske organister, specielt Jan Pieterszoon Sweelinck i Amsterdam. Særtræk ved den nordtyske skole er hyppige skift mellem manualerne og et meget selvstændigt pedalspil. En kraftig kvalitetsforbedring af nordtyske orgler igennem 1600-tallet og begyndelsen af 1700-tallet gjorde det muligt at spille på den måde. Kendte orgelbyggere i denne perioden var især Hans Scherer den ældre, Hans Scherer den yngre og Arp Schnitger.
Centret for stilen var omkring Hamburg:  Lübeck, Bremen, Lüneburg og Stade, men der fandtes også udøvere i Sverige og Danmark: Melchior Schildt  havde 1626-1629 tjeneste hos Christian IV som lærer for de kongelige børn på
Dalum.

## De mest kendte repræsentanter for den nordtyske orgelskole
- Georg Böhm (1661–1733) (studerede under Reincken)
- Nicolaus Bruhns (1665–1697) (studerede under Buxtehude)
- Dietrich Buxtehude (1637–1707)
- Christian Geist
- Johann Nikolaus Hanff (1665–1711/12)
- Andreas Kneller
- Georg Dietrich Leyding (studerede under Reinken og Buxtehude)
- Vincent Lübeck (1654–1740) (studerede muligvis under Kneller)
- Hieronymus Praetorius (1560–1629)
- Jacob Praetorius den yngre (1586–1651)
- Johann Adam Reincken (1643–1722) (studerede under Scheidemann)
- Heinrich Scheidemann (1596–1663) (studerede under Sweelinck)
- Gottfried Scheidt (studerede under Sweelinck)
- Samuel Scheidt (studerede under Sweelinck)
- Melchior Schildt (studerede under Sweelinck)
- Paul Siefert (studerede under Sweelinck)
- Delphin Strungk
- Franz Tunder (1614–1667) (studerede muligvis under Girolamo Frescobaldi)
- Matthias Weckmann (1621–1674) (studerede under Schütz, Jacob Praetorius og Scheidemann)